# Girba
Girba – stolica historycznej diecezji w Trypolitanii, znajdującej się w północnej Afryce nad Morzem Śródziemnym, jedno z katolickich biskupstw tytularnych, ustanowione w 1895.
Girba identyfikowane jest z obecną Dżerbą.
Znane są imiona trzech biskupów starożytnej Girby:
- Proculus (wymieniony w 393)
- Faustyn (wymieniony w 484)
- Wincenty (wymieniony w 525)

## Biskupi tytularni
| Lp. | Biskup                                     | Funkcja                                                                  | Od               | Do               |
| --- | ------------------------------------------ | ------------------------------------------------------------------------ | ---------------- | ---------------- |
| 1   | Victor Roelens MAfr                        | wikariusz apostolski w Demokratycznej Republice Konga (Kongo Belgijskie) | 30 marca 1895    | 5 sierpnia 1947  |
| 2   | Carlos Eduardo de Sabóia Bandeira Melo OFM | prałatura Palmas (Brazylia)                                              | 13 grudnia 1947  | 11 kwietnia 1958 |
| 3   | Henryk Strąkowski                          | biskup pomocniczy Lublin (Polska)                                        | 3 maja 1958      | 6 maja 1965      |
| 4   | Mariano Gaviola y Garcés                   | biskup polowy (Filipiny)                                                 | 31 maja 1967     | 13 kwietnia 1981 |
| 5   | Jacques David                              | biskup pomocniczy Bordeaux (Francja)                                     | 27 lipca 1981    | 21 lutego 1985   |
| 6   | Paul Kim Ok-kyun                           | biskup pomocniczy Seul (Korea)                                           | 9 marca 1985     | 1 marca 2010     |
| 7   | Victor Emilio Masalles Pere                | biskup pomocniczy Santo Domingo (Dominikana)                             | 8 maja 2010      | 14 grudnia 2016  |
| 8   | James Schuerman                            | biskup pomocniczy Milwaukee (USA)                                        | 25 stycznia 2017 |                  |